# Tupoljev TB-1
Tupoljev TB-1 tudi ANT-4 - Тяжёлый бомбардировщик (Tjažolij Bombardirovščik - težki bombnik) je bil dvomotorni propelerski težki bombnik. Bil je prvo veliko povsem kovinsko sovjetsko letalo.
Leta 1924 je sovjetski inštitut CAGI dobil zahtevo za razvoj novega težkega bombnika. Za načrtovalca so izbrali Andreja Tupoljeva. Novo letalo naj bi imelo dva motorja Napier Lion in ohišje iz duraluminija.
Prvi prototip so zgradili leta 1925 v Tupoljevi tovarni v Moskvi. Prvič je poletel 26. novembra 1925 na letališču Kodinka. Testiranje je bilo uspešno zato so naročili serijsko proizvodnjo kot TB-1. Med proizvodnjo so bile zamude zaradi primanjkovanja duraluminija. Zaradi velike cene motorjev Lion, so uporabili BMW VI in kasneje licenčne Mikulin M-17. Proizvodnja je trajal do leta 1932.
Civilna različica Strana Sovjetov je izvedla propagandni let iz Moskve preko Sibirije do New Yorka. Preletela je 21242 kilometrov v 137 urah.
Zgradili so tudi torpedni bombnik z oznako TB-1P.
TB-1 so uporabili kot matično ladjo v projektu Zveno.
Na podlagi TB-1 so zgradili večjega štirimotornega Tupoljev TB-3

## Tehnične specifikacije (TB-1)
Podatki iz The Osprey Encyclopedia of Russian Aircraft 1875–1995 
Splošne karakteristike
- Posadka: 6
- Dolžina: 18,00 m (59 ft 0⅔ in)
- Razpon kril: 28,7 m (94 ft 2 in)
- Višina: 5,1 m (16 ft 8¾ in)
- Površina kril: 120,0 m² (1292 ft²)
- Teža praznega letala: 4520 kg (9965 lb)
- Naložena teža: 6810 kg (15013 lb)
- Pogon letala: 2 ×  V-12 tekočinsko hlajeni 12-valjnik M-17, 510 kW (680 KM)  vsak

 Zmogljivost 
- Maks. hitrost: 178 km/h (146 vozlov, 111 mph)
- Potovalna hitrost: 156 km/h (84 vozlov, 97 mph)
- Doseg: 1000 km (540 nm, 621 mi)
- Višina leta: 4830 m (15846 ft)
- Hitrost vzpenjanja: 3,03 m/s (596 ft/min)
- Obremenitev kril: 56,8 kg/m² (11,6 lb/ft²)
- Razmerje moč/teža: 0,15 kW/kg (0,091 KM/lb)

Oborožitev

- Strelno orožje: 6 × DA strojnice
- Bombe: 1000 kg (2205 lb)